# Nepenthes (Arzneimittel)
Nepenthes (altgriechisch νηπενθές) bezeichnet in der griechischen Mythologie ein Arzneimittel (pharmakon), das Helena, die Ehefrau von Menelaos, von einer ägyptischen Königin (der Gemahlin Thons) erhalten hatte und das, dem Wein beigemischt, Leiden beseitigen, Angst und Kummer verjagen und alle Krankheit vergessen lassen soll. Das Wort bedeutet „gegen Kummer“ (ne = „nicht“, penthos = „Kummer, Leid“) und wird in der zwischen 1200 und 700 v. Chr. entstandenen Odyssee wie folgt erwähnt. Vermutlich handelte es sich um Opium.

„Aber ein Neues ersann die liebliche Tochter Kronions:

Siehe sie warf in den Wein, wovon sie tranken, ein Mittel

Gegen Kummer und Groll und aller Leiden Gedächtnis.

Kostet einer des Weins, mit dieser Würze gemischet;

Dann benetzet den Tag ihm keine Träne die Wangen,

Wär' ihm auch sein Vater und seine Mutter gestorben,

Würde vor ihm sein Bruder, und sein geliebtester Sohn auch

Mit dem Schwerte getötet, daß seine Augen es sähen.

Siehe so heilsam war die künstlich bereitete Würze,

Welche Helenen einst die Gemahlin Thons Polydamna

In Ägyptos geschenkt. Dort bringt die fruchtbare Erde

Mancherlei Säfte hervor, zu guter und schädlicher Mischung;

Dort ist jeder ein Arzt, und übertrifft an Erfahrung

Alle Menschen; denn wahrlich sie sind vom Geschlechte Päeons.“

Es besteht die Vermutung, dass Nepenthes, wie Helena es bei jeder Gelegenheit dem Telemach (und seinen Freunden), etwa bei seiner Ankunft in Sparta, angeboten haben soll, ein tatsächlich existierendes Opiat oder eine Zubereitung (Opiumsaft) daraus (vgl. Laudanum) oder sich auf Cannabis bezog, zumal Haschisch im (ägyptischen) Altertum wohl auch in Form von in angenehme Stimmung versetzenden „Fröhlichkeitspillen“ nach der Mahlzeit zum Wein gereicht wurde.
Nepenthes findet sich auch sonst in der Literatur wieder, so als ein Nepenthe bezeichneter Trank, den der griechische Stammvater der Ärzte Asklepios um 1200 v. Chr. zur Erzielung von Schmerzunempfindlichkeit bei chirurgischen Eingriffen benutzt haben soll, und beispielsweise in Edgar Allan Poes Der Rabe:

„Ärmster“, rief ich, „sieh, Gott sendet seine Engel dir und spendet

Nepenthes, worinnen endet nun Lenor's Gedächtnis schwer [...]“